# الماسو مار
الماسو مار (به لاتین: Almașu Mare) یک منطقهٔ مسکونی در رومانی است که در بخش البا واقع شده‌است.

## خصوصیات
الماسو مار ۱٬۶۹۰ نفر جمعیت دارد.